# Fritz Zwicky
Fritz Zwicky (Varna, 14 febbraio 1898 – Pasadena, 8 febbraio 1974) è stato un astronomo svizzero.
Propose per primo l'esistenza della materia oscura.

## Biografia

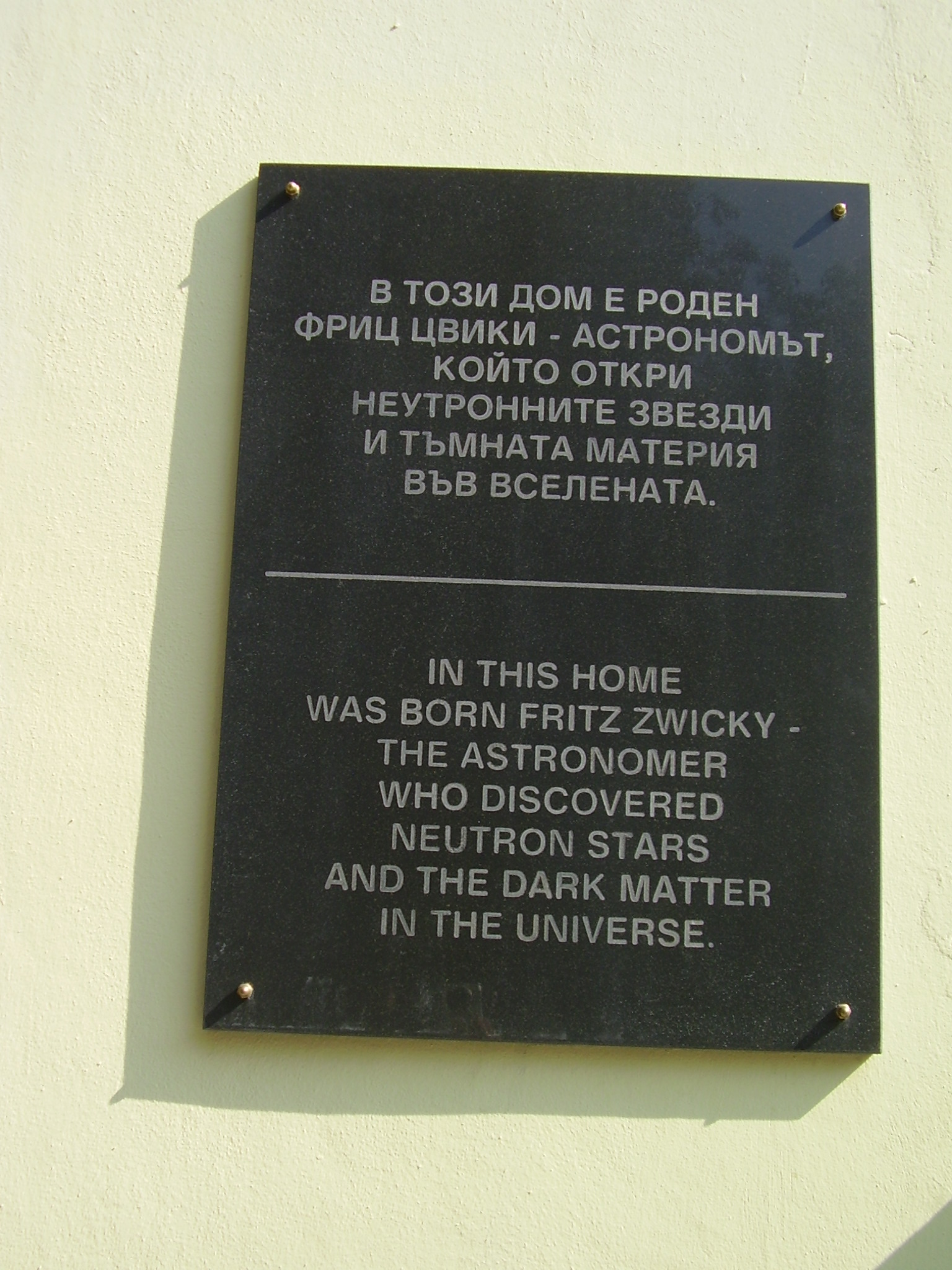
Targa commemorativa nella casa di Varna in cui nacque Zwicky

Fritz Zwicky nacque a Varna, in Bulgaria, dall'industriale svizzero Fridolin (nato nel 1868) e da Franziska Vrček (nata nel 1871) di nazionalità ceca dell'Impero austro-ungarico.
Ricevette un'educazione avanzata alla Eidgenössische Technische Hochschule (Scuola politecnica federale) di Zurigo. Nel 1925 emigrò negli Stati Uniti.
Nel 1925 arrivò in California al Caltech (California Institute of Technology); vi lavorò per il resto della sua carriera. Era famoso per chiamare i colleghi con cui aveva divergenze d'opinione "bastardi sferici" (perché, diceva, erano bastardi da ogni lato li si guardasse). Fu il primo a usare il teorema del viriale per dedurre l'esistenza della materia oscura. Propose l'utilizzo delle lenti gravitazionali. Con Walter Baade elaborò la teoria secondo cui le supernove possono creare stelle di neutroni e produrre raggi cosmici. Inoltre fu un pioniere dell'uso dei telescopi Schmidt.
Nella fase finale della sua carriera compilò il Catalogue of Galaxies and of Clusters of Galaxies (CGCG); dallo studio approfondito della loro distribuzione notò la tendenza delle galassie ad unirsi in superammassi. Vinse la medaglia d'oro della Royal Astronomical Society nel 1972. Gli furono intitolati l'asteroide 1803 Zwicky e il cratere Zwicky sulla Luna.
Fritz Zwicky creò la teoria della luce stanca (tired light) nel 1929 come alternativa all'interpretazione del redshift cosmico di Georges Lemaître e Edwin Hubble. Lemaître e Hubble credevano che il redshift cosmico fosse causato dall'effetto Doppler dell'espansione universale (che è la spiegazione oggi accettata). Fritz Zwicky credeva che il redshift fosse dovuto alla perdita di energia dei fotoni su grandi distanze, forse a causa dei campi gravitazionali frapposti tra sorgente e osservatore, variandone così la frequenza. Queste variazioni esistono, ma sono estremamente piccole; a volte aumentano la frequenza del fotone e sono associate con un cambiamento di direzione del fotone. La proposta di Zwicky non fu accettata se non da una piccola minoranza di fisici.
Zwicky inoltre inventò il metodo dell'analisi morfologica ed era famoso anche perché conosceva alla perfezione 17 lingue diverse. È stato per molti anni il maggior scopritore di supernove extragalattiche, avendone scoperte da solo od assieme ad altri ben 123; inoltre ha anche individuato 5 nove, di cui una con Guillermo Haro.

## Catalogue of Galaxies and Clusters
Zwicky dedicò una consistente parte della sua vita alla ricerca di galassie e alla produzione di cataloghi. Dal 1961 al 1968, assieme ad alcuni colleghi pubblicò presso il California Institute of Technology di Pasadena i sei volumi del Catalogue of galaxies and of clusters of galaxies.
1. F. Zwicky, E. Herzog,  P. Wild, Catalogue of Galaxies and of Clusters of Galaxies, vol. 1, California Institute of Technology, 1961, Bibcode:1961cgcg.book.....Z.
2. F. Zwicky, E. Herzog,  P. Wild, Catalogue of Galaxies and of Clusters of Galaxies, vol. 2, California Institute of Technology, 1963, Bibcode:1963cgcg.book.....Z.
3. F. Zwicky, E. Herzog, P. Wild, Catalogue of Galaxies and of Clusters of Galaxies, vol. 3, California Institute of Technology, 1966, Bibcode:1966cgcg.book.....Z.
4. F. Zwicky, E. Herzog,, Catalogue of Galaxies and of Clusters of Galaxies, vol. 4, California Institute of Technology.
5. F. Zwicky, M. Karpowicz, C.T. Kowal, Catalogue of Galaxies and of Clusters of Galaxies, vol. 5, California Institute of Technology, 1965, Bibcode:1965cgcg.book.....Z.
6. F. Zwicky, C.T. Kowal, Catalogue of Galaxies and of Clusters of Galaxies, vol. 6, California Institute of Technology, 1968, Bibcode:1968cgcg.bookR....Z.

Il catalogo originale, dove le galassie sono denominate Galassie di Zwicky, viene continuamente tenuto aggiornato.  Assieme alla moglie Margaritha, Zwicky preparò anche un importante catalogo di galassie compatte, il Catalogue of selected compact galaxies and of post-eruptive galaxies, normalmente chiamato The Red Book.

## Riconoscimenti
Nel 1949 gli fu assegnata la Medal of Freedom .
Nel 1972 gli è stata assegnata la Medaglia d'oro della Royal Astronomical Society.
Gli sono stati intitolati un premio per l'Astrofisica e la Cosmologia (Fritz Zwicky Prize for Astrophysics and Cosmology) , un asteroide, 1803 Zwicky e un cratere sulla Luna, il Cratere Zwicky.